# The Bronx
The Bronx, de multe ori doar Bronx, este unul din cele cinci mari cartiere ale orașului New York  (în engleză, boroughs). Cartierul are o populație de 1.620.000 locuitori. The Bronx este cel mai nordic din aceste cinci cartiere, fiind totodată singurul care este situat în partea continentală a Statelor Unite și nu se găsește pe o insulă.Este cartierul in care faimoasa cantareata si actrita Jennifer Lopez s-a nascut. Cartierul mai este cunoscut si prin teatrele acestuia
Cartierul Bronx coincide practic cu Comitatul Bronx, care este denumit doar Bronx, fără articolul hotărât the.
Denumit astfel după Jonas Bronck, un căpitan (de vas) olandez născut în Suedia și locuitor al locului din 1641, care a posedat o fermă de 500 de acri (2 km²) între Râul Harlem și Aquahung, The Bronx este cel de-al patrulea ca mărime în populație din cele cinci boroughs. Comitatul Bronx (Bronx county) este al cincilea ca populație din zona metropolitană New York.

## Personalități marcante
- Jake LaMotta (1922 - 2017), boxer;
- Frank Abagnale (n. 1948), consultant financiar, celebru impostor;
- Ellen Barkin (n. 1954), actriță;
- Neil deGrasse Tyson (n. 1958), om de știință;
- Cathy Moriarty (n. 1960), actriță;
- Jennifer Lopez (n. 1969), cântăreață, actriță;
- Cardi B (n. 1992),  cântăreață;
- Ice Spice (n. 2000), rapperiță.